# Coychurch Lower
Coychurch Lower (en anglais) ou Llangrallo Isaf (en gallois) est une communauté du borough de comté de Bridgend, au pays de Galles.
Elle correspond à la partie orientale de la ville de Bridgend, avec le village de Coychurch (en) proprement dit et la zone industrielle de Waterton (en). Au recensement de 2011, elle comptait 1 365 habitants.